# Contea di Borden
La contea di Borden è una suddivisione amministrativa dello Stato del Texas, negli Stati Uniti. La popolazione al censimento del 2010 era di 641 abitanti. Il capoluogo di contea è Gail. La contea è stata creata nel 1876 ed in seguito organizzata nel 1891.
Il suo nome si deve all'uomo d'affari Gail Borden, inventore del latte condensato. Borden è una delle 46 contee texane dove sono in vigore delle leggi locali che proibiscono completamente la vendita di bevande alcoliche.

## Storia

### Nativi americani
I primi insediamenti umani furono quelli delle tribù primitive, in particolare quelle dei Shoshoni e dei Comanche.

### Stabilizzazione
Borden County è stata creata nel 1876 da Bosque County e prende il nome dall'uomo d'affari Gail Borden, Jr., l'inventore del latte condensato. Borden era editore e direttore del Telegraph and Texas Register, così come un leader politico nella Repubblica del Texas. La contea è stata organizzata nel 1891, e come capoluogo di contea fu scelto facilmente Gail.
Gli agricoltori e gli allevatori si stabilirono della contea, ma la popolazione rimase relativamente bassa. Nel 1902, Texas collocò delle terre di dominio pubblico, e stimolò. Molti dei nuovi arrivati iniziarono a coltivare principalmente cotone.
Borden County ha avuto due palazzi di giustizia, uno costruito nel 1890. Il tribunale attuale è stato costruito nel 1939 dall'architetto David S. Castle.
Nel 1949 fu scoperta la presenza di petrolio nella contea. Nel 1991 più di 340.000.000 di barili (54.000.000 m3) di petrolio furono estratti da Borden County.

## Geografia fisica
| Anno | Popolazione | ±%     |
| ---- | ----------- | ------ |
| 1880 | 35          |        |
| 1890 | 222         | 534.3% |
| 1900 | 776         | 249.5% |
| 1910 | 1,386       | 78.6%  |
| 1920 | 965         | −30.4% |
| 1930 | 1,505       | 56.0%  |
| 1940 | 1,396       | −7.2%  |
| 1950 | 1,106       | −20.8% |
| 1960 | 1,076       | −2.7%  |
| 1970 | 888         | −17.5% |
| 1980 | 859         | −3.3%  |
| 1990 | 799         | −7.0%  |
| 2000 | 729         | −8.8%  |
| 2010 | 641         | −12.1% |

Secondo l'Ufficio del censimento degli Stati Uniti d'America la contea ha un'area totale di 906 miglia quadrate (2.350 km²), di cui 897 miglia quadrate (2.320 km²) sono terra, mentre 8,6 miglia quadrate (22 km², corrispondenti all'1,0% del territorio) sono costituiti dall'acqua.

### Strade principali
- U.S. Highway 180
- Farm to Market Road 669

### Contee adiacenti
- Garza County (nord)
- Scurry County (est)
- Mitchell County (sud-est)
- Howard County (sud)
- Dawson County (ovest)
- Lynn County (nord-ovest

## Educazione
La contea è servita per lo più dalla Borden County Independent School District. La Borden County School è una delle poche scuole pubbliche in Texas a ricevere un punteggio di 9 su 10 nella GreatSchools Rating.

## Media
Il giornale settimanale, il Borden Star, include gli eventi della scuola e della contea.

## Comunità
- Gail
- Mesquite
- Plains